# 5179 Takeshima
Az 5179 Takeshima (ideiglenes jelöléssel 1989 EO1) a Naprendszer kisbolygóövében található aszteroida. Tsutomu Seki fedezte fel 1989. március 1-jén.